# Minh Mạng
Minh Mạng, Nguyen Thanh To, född 1791, död 1841, son till Gia Long, kejsare av Nguyendynastin i Vietnam, och regerade 14 februari 1820-20 januari 1841. 
Minh Mạng var en hängiven konfucist och negativ till buddhismen, cao dai men framför allt kristendomen som började vinna allt fler anhängare. Han beordrade tvångskonvertering och att kyrkor skulle brännas. I provinserna Gia Dinh i södra delen av landet styrde Le Van Duyet som motsatte sig förföljelsen av kristna och kritiserade kungen. När han dog 1832 ökade förföljelsen av kristna och hans son Le Van Duyet startade ett uppror som många kristna anslöt sig till. Upproret fick stöd från Thailand men Minh Mạng besegrade de thailändska soldaterna och inhemska upprorsmakarna. De som hade deltagit i upproret plus flera västerländska missionärer dödades vilket kom att försämra relationerna till Europa.
Champariket, som allt mer hade influerats av islam under sin tillbakagång, kom att slutgiltigt gå under, vilket ledde till två muslimska uppror i södra delen av landet som båda slogs ner. 
I Kambodja försökte Minh Mạng tvinga på befolkningen vietnamesisk kultur vilket ledde till uppror mot de vietnamesiska trupperna som befanns sig i landet. Minh Mạng dog 1841 när han föll av sin häst och efterträddes av sin son Thiệu Trị.